# 育空地區
育空（英语、法语：Yukon）是加拿大三個地區之一，位於加拿大的西北方。1898年6月13日，育空正式加入加拿大聯邦。根據2016年的人口普查，育空人口有35,874人，其中25,085人，70%的人居住於育空首府白马市（Whitehorse）。
育空是以流經該地區的育空河來命名的。在哥威迅语裡，育空意为“白水”。

## 地理
领地形状近似三角形，西临美國阿拉斯加州，大致以西經141度線及聖埃利亞斯山脈為界；东临西北地区；南临不列颠哥伦比亚省，大致以北緯60度線為界；北方則為波弗特海。
育空地區是北美河流育空河之主要流經地區。

## 历史
在歐洲人未踏足美洲之時，育空地區是印第安人的聚居地之一。直到十七世紀歐洲人大力在北美殖民時，育空地區由於位置偏遠，仍未有任何西進之紀錄。
歐洲人是於十九世紀初才抵達育空地區。最初歐洲人都只是進行皮毛貿易和傳教工作，接觸較少。到十九世紀末，淘金熱潮興起，大量歐洲人西進，部分更於育空地區定居。育空地區的人口，始現爆炸性增長。1898年6月13日，育空加入加拿大聯邦。

## 經濟
育空一帶蘊藏豐富的礦物，自十九世紀後期淘金熱潮興起，育空的採礦業快速發展，成為當地經濟一大支柱。育空開採的礦物，以金、銀、銅、鉛等金屬為主。
利用育空河作水力發電，也是育空的經濟收入來源.

## 重要城市

### 都会区
| 排名 | 都会区名稱  | 2016人口 |
| ---- | ----------- | -------- |
| 1    | 怀特霍斯 CA | 28,225   |

## 外部連結
- 育空地區政府官方網站 （页面存档备份，存于）